# College of Staten Island

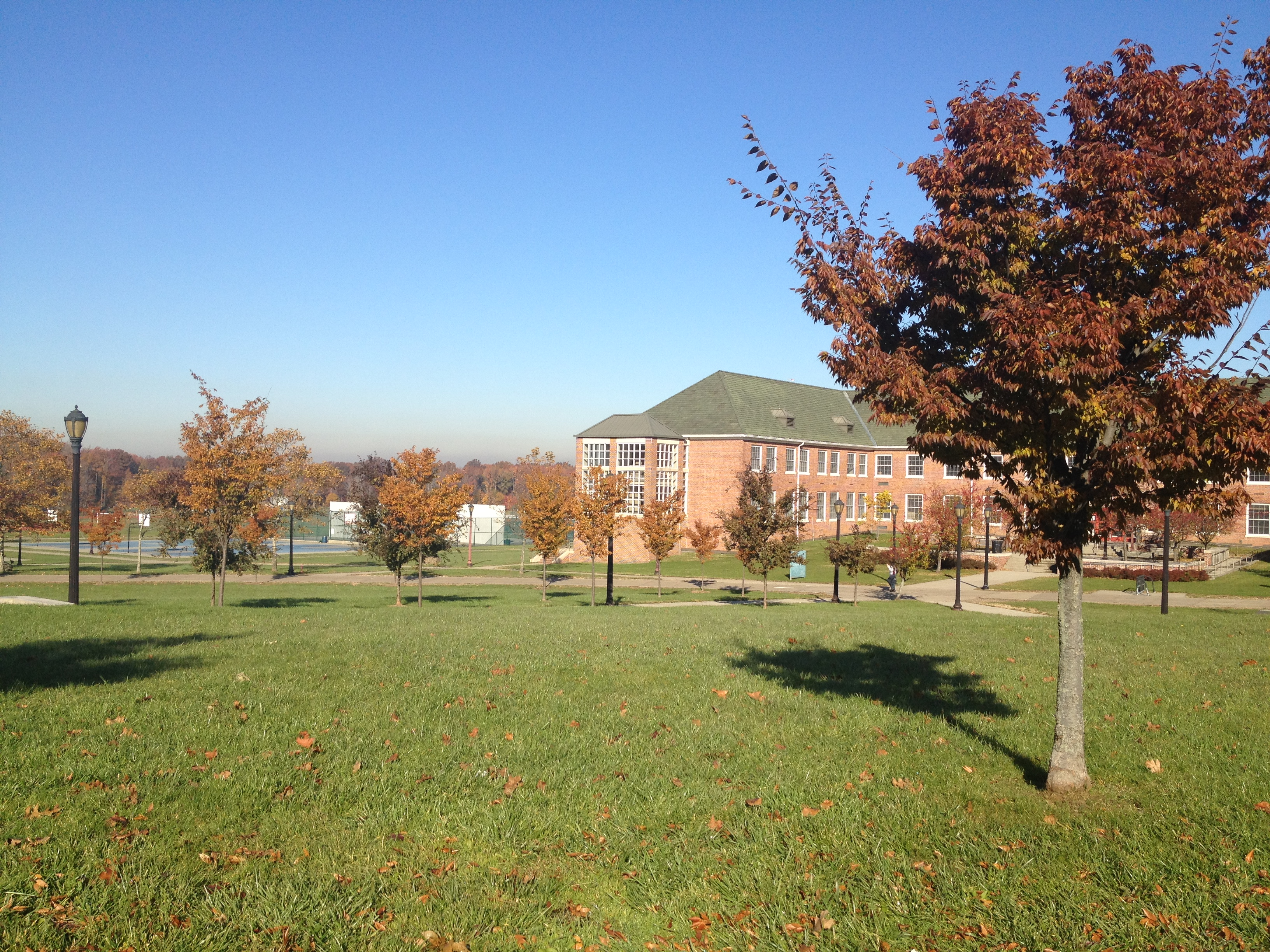
Fachada del College of Staten Island (CSI)

El College of Staten Island (CSI) es una universidad pública estadounidense de investigación con sede en la ciudad de Nueva York. Fue fundada en 1956 y está adscrita al sistema universitario de la Universidad Municipal de Nueva York (CUNY). Los programas en artes liberales y ciencias y estudios profesionales conducen a licenciaturas y grados de asociado. El máster se otorga en 13 campos de estudio de artes y ciencias profesionales y liberales. La universidad participa en programas de doctorado del CUNY Graduate Center en las áreas de Bioquímica, Biología, Química, Informática, Enfermería, Física y Psicología.

## Historia
El College of Staten Island remonta sus orígenes a la fundación del Staten Island Community College (SICC) en 1956. El SICC se fusionó con el Richmond College (fundado en 1965) en 1976 para formar el College of Staten Island. El Richmond College afrontaba un cierre debido a la crisis financiera de la ciudad de Nueva York, mientras que el Staten Island Community College, debido a su condición de colegio comunitario, recibió apoyo estatal. La fusión fue particularmente lógica ya que la universidad comunitaria ofrecía títulos de dos años, mientras que Richmond College era un senior college que ofrecía títulos a aquellos en su tercer y cuarto año de educación.
El Colegio de Staten Island está ubicado en los terrenos de la antigua Willowbrook State School}. Es el campus más grande, en términos de tamaño físico, en la ciudad de Nueva York. Antes de la reubicación en Willowbrook, tenía su campus dividido, ubicado en el antiguo Staten Island Community College (en Sunnyside, en Todt Hill, el campus ahora alberga la Escuela Michael J. Petrides) y Richmond College (en St. George).
Su primer presidente fue el Dr. Edmond Volpe, un estudioso de la literatura estadounidense, quien se retiró en 1994, después de haber manejado con éxito la fusión de las dos instituciones y la unificación de los dos campus. Fue reemplazado por la Dra. Marlene Springer, una académica de literatura inglesa y americana, bajo cuyo liderazgo la institución mejoró los estándares académicos, introdujo dos programas de doctorado y varios programas de maestría, elevó el nivel de la facultad, agregó institutos de investigación, e introdujeron un Honors College, The Verrazano School y el CSI High School for International Studies.
La Dra. Springer se retiró en agosto de 2007 y fue reemplazada por Tomás D. Morales como el tercer presidente, quien tenía un Doctorado en Administración Educativa de la State University of New York at Albany. Hizo los arreglos para un servicio de transporte gratuito desde el ferry de Staten Island al campus de Willowbrook. El 22 de marzo de 2012, el Consejo Superior Universitario aprobó una moción de "no confianza" a la Dra. Morales y su rector, el Dr. William J. Fritz. Esto se anuló en un asunto de procedimiento y las discusiones en la reunión posterior del 19 de abril se "empantanaron tanto" que la medida no volvió a someterse a votación.
Según el mismo artículo, publicado en "SI Live", "mientras que 31 miembros del Consejo Superior de 54 miembros votaron a favor de la resolución, otros 37 miembros de la facultad luego firmaron una carta criticando cómo se manejó la resolución durante la reunión de marzo y respaldando al Dra. Morales. En una carta separada después de la votación, el canciller de CUNY, Matthew Goldstein, respaldó enérgicamente al Dra. Morales, elogió al presidente y dijo que Goldstein estaba "consternado" por el voto. Menos de un mes después, el 10 de mayo de 2012, la Dra. Morales anunció que dejaría el College of Staten Island para convertirse en presidente de la Universidad Estatal de California en San Bernardino. La partida de la Dra. Morales no permitió suficiente tiempo para realizar una búsqueda de su reemplazo, por lo que la Junta de Fideicomisarios de la CUNY nombró al Dr. Fritz como Presidente Interino por un período de hasta dos años. El Dr. Fritz fue subsecuentemente nombrado como presidente por la Junta de Fideicomisarios de CUNY sin que se hubiera llevado a cabo una búsqueda, desde el 6 de mayo de 2014. El 28 de junio de 2012, la Comisión de Educación Superior de los Estados Unidos volvió a acreditar a la institución, pero requirió que la institución presentara un informe de monitoreo antes del 1 de diciembre de 2013 que abordara cuestiones relacionadas con la educación general (Estándar 12) y evaluación del aprendizaje de los estudiantes (Estándar 14) Este Informe de monitoreo se presentó antes de la fecha límite y resultó en la re-acreditación completa en todas las Normas.